# Imparfinis
Imparfinis es un género de peces de agua dulce de la familia Heptapteridae en el orden Siluriformes. Se distribuye en aguas templadas y cálidas del sur de América central y gran parte de América del Sur. Mayormente son peces pequeños; la mayor especie alcanza una longitud total de 23 cm. Está integrado por 22 especies, las que son denominadas comúnmente bagres. 

## Taxonomía
Este género fue descrito originalmente en el año 1900, por los ictiólogos estadounidenses Allen Anson Norris y Carl H. Eigenmann, este último nacido en Alemania. Fue creado al mismo tiempo que su especie tipo: Imparfinis piperatus, un taxón obtenido en el estado de São Paulo, Brasil. Durante 74 años fue considerado un género monotípico, hasta que en el año 1974 Imparfinis fue revaluado por el ictiólogo Gerlof Fokko Mees, quien lo reorganizó en 13 especies.
Especies
Este género se subdivide en 22 especies:
- Imparfinis borodini Mees & Cala, 1989
- Imparfinis cochabambae (Fowler, 1940)
- Imparfinis guttatus (N. E. Pearson, 1924)
- Imparfinis hasemani Steindachner, 1915
- Imparfinis hollandi Haseman, 1911
- Imparfinis lineatus (W. A. Bussing, 1970)
- Imparfinis longicaudus (Boulenger, 1887)
- Imparfinis microps C. H. Eigenmann & Fisher, 1916
- Imparfinis minutus (Lütken, 1874)
- Imparfinis mirini Haseman, 1911
- Imparfinis mishky Almirón, Casciotta, Bechara, Ruiz Díaz, Bruno, D'Ambrosio, Solimano & Soneiro, 2007
- Imparfinis nemacheir (C. H. Eigenmann & Fisher, 1916)
- Imparfinis parvus (Boulenger, 1898)
- Imparfinis pijpersi (Hoedeman, 1961)
- Imparfinis piperatus C. H. Eigenmann & A. A. Norris, 1900
- Imparfinis pristos Mees & Cala, 1989
- Imparfinis pseudonemacheir Mees & Cala, 1989
- Imparfinis schubarti (A. L. Gomes, 1956)
- Imparfinis spurrellii (Regan, 1913)
- Imparfinis stictonotus (Fowler, 1940)
- Imparfinis timana Ortega-Lara, Milani, DoNascimiento, Villa-Navarro & Maldenado-Ocampo, 2011[4]
- Imparfinis usmai Ortega-Lara, Milani, DoNascimiento, Villa-Navarro & Maldenado-Ocampo, 2011[4]